# Bitva o Groznyj (1999–2000)
Bitva o Groznyj byla operace federálních sil Ruska v druhé čečenské válce s cílem vytlačit čečenské síly z hlavního města Čečny Grozného.
Operace začala v listopadu 1999 obklíčením města, přičemž hlavní boje o město probíhaly v lednu 2000. Bitva skončila vítězstvím federálních sil a ústupem zbylých čečenských jednotek do hor.

## Obklíčení města
20. listopadu dorazily federální síly před Groznyj a v průběhu následujícího dne město ze tří stran obklíčily. Neopakovaly tak chybu z první války, kdy jednotky do města rovnou vstoupily „za účelem sjednání pořádku“ a utrpěly velké ztráty v městském boji.
6. prosince vyhlásily federální síly ultimátum k opuštění města. V prohlášení stálo, že kdokoli po 11. prosinci zůstane ve městě, bude považován za vzbouřence, respektive „teroristu“.

## Boje o město
25. prosince začala aktivní část operace na obsazení města. Federální síly zvolily od počátku formu konvenční války s aktivním nasazením dělostřelectva a těžkých zbraní obecně. Boje byly vedeny o každý blok a ulici.

## Ukončení bojů
Počátkem února došlo k dohodě o vyklizení města. Od 4. února pak čečenské síly ve skupinách opouštěly Groznyj a stahovaly se do hor na jihu.
6. února prohlásil úřadující ruský prezident Vladimir Putin „vojenskou operaci v Grozném“ za skončenou.